# Allgemeine Vermessungs-Nachrichten
avn. – allgemeine vermessungs-nachrichten ist (in heutiger Eigenschreibweise) der Titel einer technisch-wissenschaftlichen Fachzeitschrift, die 1889 von Robert Reiß aus Liebenwerda begründet wurde. Seit 1933 erscheint sie beim Heidelberger Herbert Wichmann Verlag, der sich seit 2010 unter dem Dach des VDE-Verlags befindet.

## Erscheinungsweise – Zielrichtung
Die avn. erscheinen 9× im Jahr (davon drei Doppelausgaben) und informieren ihre Leser unabhängig und wissenschaftlich fundiert über alle Bereiche der Geodäsie und Geoinformation, wie ihr Untertitel lautet.
Die Fachzeitschrift wendet sich an Fachleute in Forschung, Industrie, Behörden und Ingenieurbüros und an Studierende der betreffenden Fachrichtungen. Sie unterrichtet sowohl über die neuesten Forschungsergebnisse und Geräteentwicklungen als auch über die Umsetzung dieser Technologien in die Praxis, speziell für die Bereiche der Ingenieurgeodäsie und Geoinformation, der Messtechnik der Photogrammetrie, der digitalen Bildbearbeitung, der Erdmessung, des Laserscannings, des Landmanagements und der Auswertemethodik. Weiterhin ist es ein erklärtes Ziel der Zeitschrift, die Leserschaft auf die fachübergreifenden Anforderungen benachbarter Disziplinen, wie des Bauingenieurwesens, der Geotechnik, des Maschinenbaus oder des Landmanagements vorzubereiten.
Die avn. informieren weiterhin über Tagungen und Fachveranstaltungen sowie Fachmessen auf nationaler und internationaler Ebene und veröffentlichen Informationen aus dem Universitäts- und Hochschulbereich sowie aus Unternehmen und Verwaltungen. Eine spezielle Rubrik GNSS-Information unterrichtet über den Stand und die Entwicklungen globaler Satellitennavigationssysteme. Das Themenspektrum wird abgerundet durch Buchbesprechungen über aktuelle Neuerscheinungen.